# إيهور كوهوت
إيهور كوهوت (بالأوكرانية: Когут Ігор Романович)‏ هو لاعب كرة قدم أوكراني في مركز الوسط، ولد في 7 مارس 1996 في دنيبرو في أوكرانيا. لعب مع نادي دنيبرو دنيبروبتروفسك.

## وصلات خارجية
- إيهور كوهوت على موقع اتحاد أوكرانيا (الإنجليزية)
- إيهور كوهوت على موقع قاعدة بيانات كرة القدم.إي يو (الإنجليزية)
- إيهور كوهوت على موقع Soccerway.com (الإنجليزية)
- إيهور كوهوت على موقع عالم كرة القدم.نت (الإنجليزية)